# Volo Thai Airways International 311
Il volo Thai Airways International 311 era un volo dall'aeroporto internazionale Don Mueang, Thailandia, all'aeroporto internazionale Tribhuvan, Nepal. Venerdì 31 luglio 1992, un A310-304 che stava percorrendo tale rotta, con numero di registrazione HS-TID, si schiantò durante l'avvicinamento a Kathmandu. Alle 07:00:26 UTC (12:45:26 NST), l'aereo si distrusse sul fianco di una montagna 37 chilometri a nord di Kathmandu a un'altitudine di 11 500 piedi (3 505 m) e una velocità al suolo di 300 kn (560 km/h), uccidendo tutti i 99 passeggeri e  i 14 membri dell'equipaggio a bordo.

## L'aereo e l'equipaggio
L'aeromobile era un Airbus A310, codice di registrazione C-FGWD, consegnato alla Wardair nel 1987 (acquisita nel 1989 dalla Canadian Airlines) e venduto il 9 maggio 1990 alla Thai Airways International, con marche HS-TID.
Il velivolo era alimentato da 2 motori turboventola General Electric CF6-80C2A2.
Al momento della sua distruzione, il 31 luglio 1992, l'aereo aveva quasi cinque anni. Quel giorno era pilotato dal comandante Preeda Suttimai (41 anni) e dal primo ufficiale Phunthat Boonyayej (52 anni), con un equipaggio completato da 12 assistenti di volo.

## L'incidente

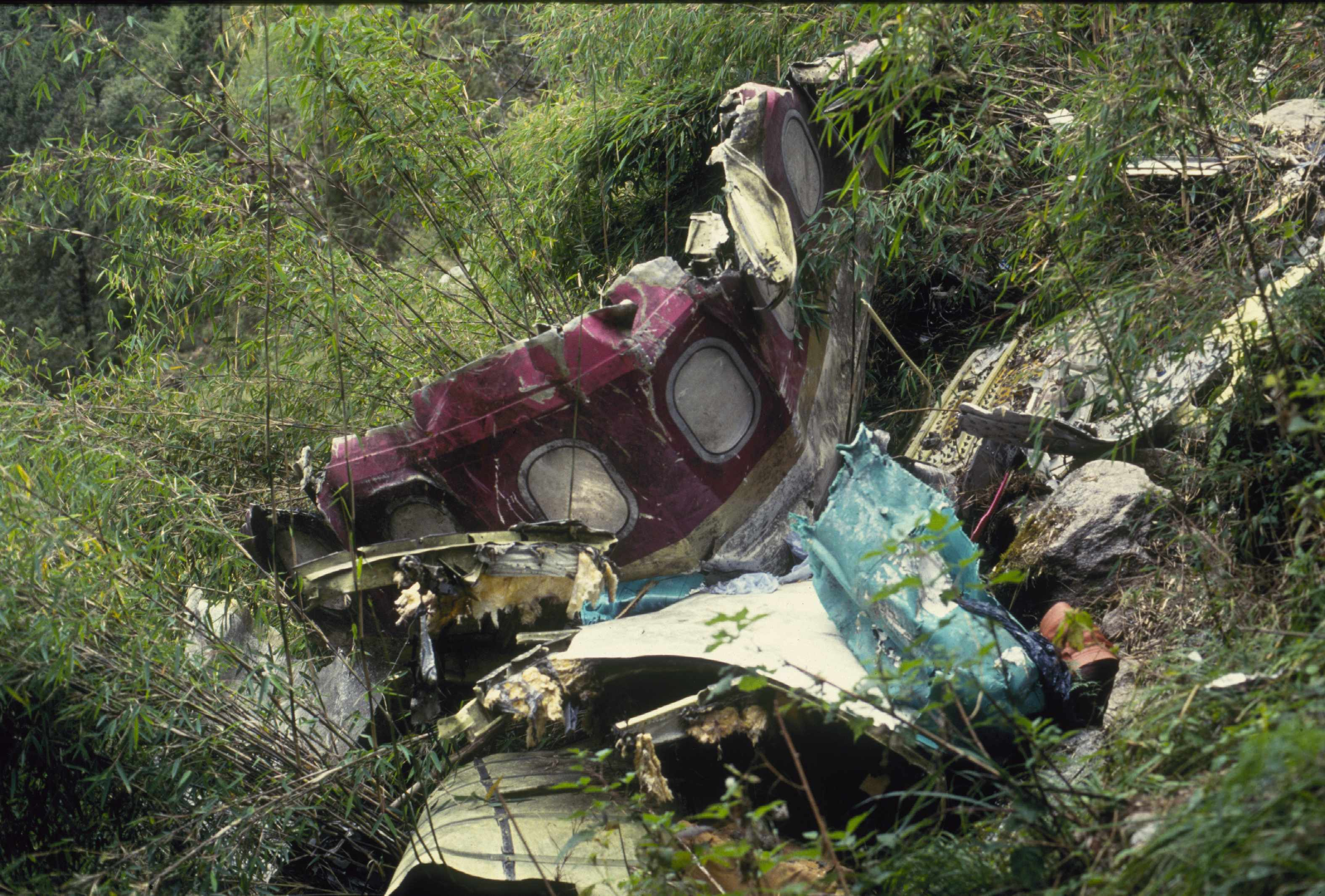
I detriti sul luogo dello schianto.

Il volo 311 partì da Bangkok, Thailandia, alle 10.30 ora locale. Alle 12.55 sarebbe dovuto atterrare a Kathmandu, in Nepal.
Dopo essere entrati nello spazio aereo nepalese, i piloti contattarono il controllore del traffico aereo (air traffic control - ATC), e furono autorizzati ad eseguire un avvicinamento strumentale da sud, chiamato "avvicinamento circolare VOR Sierra". Inoltre, a quel tempo, i controllori del traffico aereo in Nepal non avevano a disposizione un radar.
Poco dopo aver segnalato di essere vicini alla "posizione Sierra", a dieci miglia a sud del VOR di Kathmandu, l'aereo contattò di nuovo l'ATC chiedendo una deviazione a Calcutta, in India, a causa di un "problema tecnico". Prima che l'ATC potesse rispondere, i piloti annullarono la trasmissione precedente. Il volo fu quindi autorizzato a un avvicinamento diretto alla pista 02 e gli fu detto di riferire il momento in cui avessero lasciato i 9 500 piedi (2 896 m). Intanto, il Comandante chiese numerose volte le condizioni dei venti e di visibilità all'aeroporto, ma il controllore di volo gli disse semplicemente che la pista 02 era disponibile.
Numerose comunicazioni frustranti e fuorvianti (dovute in parte a problemi di lingua e in parte all'inesperienza del controllore del traffico aereo, che era un tirocinante con solo nove mesi di lavoro al suo attivo) seguirono tra l'ATC e i piloti riguardo all'altitudine e alla distanza del volo 311 dall'aeroporto. Il Comandante chiese quattro volte il permesso di virare a sinistra ma, non ricevendo nessuna risposta, annunciò una svolta a destra e una salita al livello di volo 200, ovvero 20 000 piedi (6 096 m). Il Controllore che gestiva il volo 311 presunse dalle trasmissioni che l'aeromobile avesse interrotto l'avvicinamento e si stesse dirigendo a sud; quindi, autorizzò il volo a raggiungere i 11 500 piedi (3 505 m), un'altitudine che sarebbe stata sicura nella zona a sud dell'aeroporto. I piloti scesero di nuovo alla quota indicata e fecero una virata di 360 gradi oltrepassando l'aeroporto in direzione nord, verso l'alta catena montuosa dell'Himalaya.
Pochi secondi prima dell'impatto, il sistema di allarme di prossimità del terreno si attivò ed emise allarmi che avvertirono l'equipaggio dell'imminente collisione con le montagne. Il Primo Ufficiale Boonyayej avvertì il Comandante Suttimai di cambiare rotta e tornare indietro, ma, a causa della frustrazione per le comunicazioni con il Controllore di Volo, Suttimai dichiarò erroneamente che il GPWS stava solo dando un falso allarme. L'aereo si schiantò contro una ripida parete rocciosa in una zona remota del Parco Nazionale del Langtang a un'altitudine di 11 500 piedi (3 505 m), uccidendo tutte le 113 persone a bordo.

## Le indagini
Gli investigatori dell'autorità aeronautica nepalese, dell'Airbus e del Transportation Safety Board of Canada determinarono che l'aeromobile subì un piccolo guasto nel funzionamento dei flap interni, subito dopo la segnalazione da parte dei piloti del passaggio alla posizione "Sierra". Preoccupato del fatto che l'avvicinamento in condizioni strumentali  con i flap mal funzionanti sarebbe difficile e frustrato dall'ATC e dalle risposte inconcludenti del suo Primo Ufficiale alle sue domande, il Comandante decise di deviare verso Calcutta. All'improvviso, però i flap tornarono a funzionare correttamente; quindi, il Comandante annullò la deviazione scelta precedentemente e fu costretto a risolvere personalmente altri aspetti del difficile avvicinamento a causa della mancanza di iniziativa del suo Primo Ufficiale. Solo dopo numerosi scambi estremamente frustranti con il controllore di volo, il Comandante fu in grado di ottenere informazioni meteorologiche adeguate per l'aeroporto, ma a quel punto l'aereo sorvolò Kathmandu e si diresse verso l'Himalaya.
Le autorità nepalesi indicarono come probabili cause dell'incidente le seguenti motivazioni:
1. Perdita di consapevolezza situazionale del Comandante e del Controllore.
2. Problemi linguistici e tecnici che causarono, oltre a un carico di lavoro elevato, la frustrazione del Comandante.
3. Mancanza di iniziativa del Primo Ufficiale e le sue risposte inconcludenti alle domande del Comandante.
4. Inesperienza del Controllore del traffico aereo, la scarsa padronanza dell'inglese e riluttanza a riferire le condizioni meteo all'aeroporto.
5. Scarsa supervisione del Controllore del traffico aereo inesperto.
6. Mancato addestramento che la Thai Airways avrebbe dovuto fornire ai suoi piloti per prepararli al difficile avvicinamento a Kathmandu.
7. Uso improprio del sistema di gestione del volo dell'aeromobile.

Un'ulteriore vittima segnalata fu un membro britannico della squadra investigativa dell'Airbus, Gordon Corps, deceduto dopo aver sofferto di ipossia mentre lavorava in alta quota.

## Le conseguenze
La Thai Airways ha ritirato il volo numero 311 dopo l'incidente, insieme al suo omologo numero 312, che era stato utilizzato per il volo di andata da Kathmandu a Bangkok. Questi sono stati sostituiti rispettivamente dai voli numero 319 e 320. Questi voli rinominati continuarono ad essere operati da aerei Airbus A310 fino a quando questo tipo non fu ritirato dalla compagnia aerea e sostituito con aerei Boeing 777 nel 2001. I resti dell'aereo possono ancora essere visti nel Parco Nazionale Langtang durante il viaggio da Ghopte al Passo Tharepati.
Cinquantanove giorni dopo il disastro del volo 311, il Volo Pakistan International Airlines 268 si è schiantato durante l'avvicinamento a Kathmandu, uccidendo tutti i 167 a bordo, l'incidente più mortale nella storia del paese.

## Cultura di massa
L'incidente del volo Thai Airways 311 è descritto nel decimo episodio della stagione 17 della serie televisiva Indagini ad alta quota. L'episodio si intitola "L'aereo perduto".